# 1942年の日本
1942年の日本（1942ねんのにほん）では、1942年（昭和17年）の日本の出来事についてまとめる。

## 他の紀年法
- 元号
  - 昭和17年
- 神武天皇即位紀元
  - 皇紀2602年
- 干支
  - 壬午（みずのえ うま）

## 在任者
- 天皇：裕仁（昭和天皇）[1]
- 内閣総理大臣：東條英機

## できごと
以下、第二次世界大戦関連の出来事には「第二次世界大戦」接頭辞を付記する。

### 1月
- 1月11日 - 日本の落下傘兵がスラウェシ島に上陸
- 1月12日 - 日本がオランダに宣戦布告
- 1月22日 - 東條英機がオーストラリアに対し「抵抗を続ければ、日本はあなた方を滅ぼす」と警告

### 2月
- 2月4日 - 日本がシンガポールの降伏を要求
- 2月8日-15日 - シンガポールの戦い
- 2月17日 - シンガポールを「昭南島」と改称

### 3月
- 3月20日 - 海軍大臣の島田繁太郎が、連合国の「報復と憎悪」を理由に、海戦の公認規則には従わないと発言

### 4月
- 4月18日 - ドーリットル空襲、日本本土に対する初の空襲

### 5月
- 5月25日 - 4隻の艦船が北海道を出航し、アリューシャン列島を陽動攻撃

### 6月
- 6月4日-7日 - ミッドウェー海戦

### 8月
- 8月21日 - イル川渡河戦

### 10月
- 10月11日-12日 - サボ島沖海戦

### 11月
- 11月12日-15日 - 第三次ソロモン海戦

## 誕生

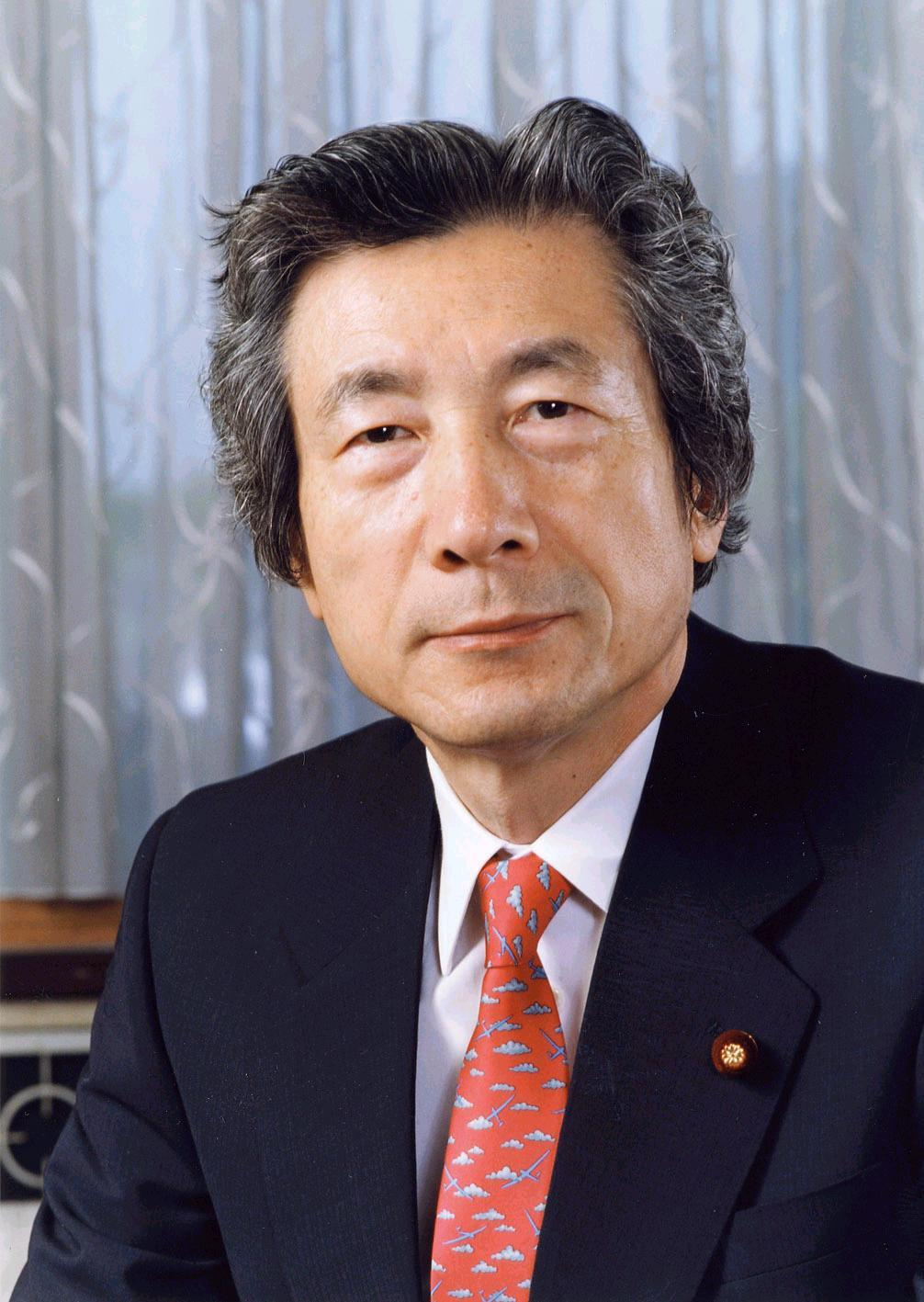
小泉純一郎

### 1月
- 1月1日 - 永易将之、野球選手（+ 2003年）
- 1月8日
  - 小泉純一郎、政治家・第56代内閣総理大臣
  - 角川春樹、実業家・編集者・映画監督
- 1月10日 - 小松政夫、コメディアン・俳優（+ 2020年）
- 1月27日
  - 浅川マキ、歌手・作詞家・作曲家（+ 2010年）
  - 本庶佑、免疫学者
- 1月31日 - 東野英心、俳優（+ 2000年）

### 2月
- 2月1日 - マサ斎藤（本名：斎藤昌典）、プロレスラー（+ 2018年）
- 2月22日 - 加納典明、写真家

### 3月
- 3月17日 - 山本陽子、女優（+ 2024年）[2]
- 3月20日 - 上岡龍太郎、漫才師・タレント（+ 2023年）
- 3月25日 - 李麗仙、女優（+ 2021年）
- 3月29日 - 緒方賢一、声優

### 4月
- 4月2日 - 坂井宏行、料理人
- 4月17日 - 大泉逸郎、演歌歌手
- 4月25日 - ミスター・ヒト（本名：安達勝治）、プロレスラー（+ 2010年）

### 5月
- 5月5日 - 地井武男、俳優（+ 2012年）
- 5月11日 - 山東昭子、政治家・女優
- 5月16日 - ささきいさお、歌手・俳優・声優
- 5月18日 - 田口昻、声優（+ 2016年）
- 5月24日 - 小沢一郎、政治家

### 6月
- 6月22日 - 秋山豊寛、宇宙飛行士

### 7月
- 7月3日 - 橘田光弘、ゴルファー
- 7月5日 - 犬飼基昭、サッカー選手
- 7月8日 - 三枝成彰、作曲家
- 7月9日 - 松山英太郎、俳優（+ 1991年）
- 7月16日 - 浮谷東次郎、レーサー（+ 1965年）
- 7月17日 - 桑野みゆき、女優
- 7月23日 - 松方弘樹、俳優（+ 2017年）
- 7月31日 - 石立鉄男、俳優（+ 2007年）

### 8月
- 8月1日 - 小野武彦、俳優
- 8月11日 - 中尾彬、俳優（+ 2024年）
- 8月19日 - 2代目松本白鸚、歌舞伎役者・俳優
- 8月22日 - 橋田信介、ジャーナリスト・報道写真家（+ 2004年）
- 8月29日 - 谷岡ヤスジ、漫画家（+ 1999年）
- 8月31日 - 青木功、ゴルファー

### 9月
- 9月14日 - 茅島成美、女優
- 9月16日 - 後藤忠政、ヤクザ
- 9月19日 - 関根伸夫、彫刻家（+ 2019年）
- 9月25日 - 中山仁、俳優（+ 2019年）
- 9月27日 - 池田勝、声優・俳優

### 10月
- 10月1日 - うつみ宮土理、タレント・女優
- 10月2日 - 7代目尾上菊五郎、歌舞伎役者
- 10月12日 - 中山律子、プロボウラー
- 10月15日 - 江波杏子、女優（+ 2018年）
- 10月25日 - 日野皓正、トランペット奏者
- 10月29日 - 浜畑賢吉、俳優（+ 2024年）

### 11月
- 11月6日 - 竹口安芸子、女優・声優
- 11月7日 - 寺田農、俳優・声優（+ 2024年）
- 11月23日 - 十朱幸代、女優

### 12月
- 12月8日 - 巴菁子、声優
- 12月15日 - 出門英、歌手・作曲家・俳優（+ 1990年）
- 12月26日 - 西川公也、政治家

## 死去

### 1月
- 1月19日 - 郷誠之助、実業家・貴族院議員・男爵（* 1865年）

### 2月
- 2月5日 - 小川平吉、政治家・弁護士（* 1870年）

### 3月
- 3月30日 - 白鳥庫吉、歴史学者（* 1865年）

### 5月
- 5月11日 - 萩原朔太郎、詩人・評論家・小説家（* 1886年）
- 5月16日 - 金子堅太郎、政治家・伯爵（* 1853年）
- 5月22日 - 加藤建夫、陸軍中佐（* 1903年）
- 5月29日 - 与謝野晶子、詩人・歌人（* 1878年）

### 6月
- 6月5日
  - 柳本柳作、海軍大佐（* 1894年）
  - 岡田次作、海軍大佐（* 1897年）
- 6月6日
  - 山口多聞、海軍少将（* 1892年）
  - 加来止男、海軍大佐（* 1893年）

### 8月
- 8月21日 - 一木清直、陸軍大佐（* 1892年）
- 8月23日 - 竹内栖鳳、日本画家（* 1864年）
- 8月26日 - 笹井醇一、海軍中尉（* 1918年）

### 9月
- 9月5日 - 前田利為、陸軍中将・侯爵（* 1885年）

### 10月
- 10月12日 - 五藤存知、海軍少将（* 1888年）
- 10月21日 - 太田敏夫、航空士官（* 1919年）
- 10月26日 - 那須弓雄、陸軍少将（* 1892年）

### 11月
- 11月5日 - 清浦奎吾、政治家・第23代内閣総理大臣・伯爵（* 1850年）
- 11月23日 - 堀井富太郎、陸軍少将（* 1890年）

### 12月
- 12月4日 - 中島敦、小説家（* 1909年）
- 12月18日 - 塚田攻、陸軍中将（* 1886年）